# Per Burell
Per Olov Burell, född 8 maj 1956 i Västerås, är en svensk skådespelare.
Burell studerade vid Statens Scenskola i Malmö 1981–1984.

## Filmografi i urval
- 1988 – Vargens tid
- 1989 – Tre kärlekar
- 1993 – Chefen fru Ingeborg
- 1998 – Personkrets 3:1
- 1998 – Den tatuerade änkan
- 1999 – Ett litet rött paket (TV-serie)
- 1999 – Tomten är far till alla barnen
- 1999 – Gertrud
- 2001 – Skuggpojkarna
- 2001 – Livvakterna
- 2001 – Barnsäng
- 2002 – Den osynlige
- 2003 – Dream team
- 2004 – Babylonsjukan
- 2004 – Innesluten
- 2005 – Lasermannen
- 2006 – Vanya vet
- 2006 – Final Curtain Call
- 2007 – Allt om min buske
- 2009 – Superhjältejul
- 2009 – Flickan
- 2012 – Dublin
- 2013 – Faro
- 2013 – LasseMajas detektivbyrå – von Broms hemlighet
- 2014 – Faust 2.0
- 2016 – Gentlemen & Gangsters (TV-serie)
- 2016 – Ur skuggorna
- 2025 – Genombrottet (TV-serie)

## Teater

### Roller (ej komplett)
| År   | Roll                                                                      | Produktion                                                             | Regi                  | Teater                 |
| ---- | ------------------------------------------------------------------------- | ---------------------------------------------------------------------- | --------------------- | ---------------------- |
| 1990 | Romeo                                                                     | Romeo och Juliet (The Tragedy of Romeo and Juliet) William Shakespeare | Finn Poulsen          | Unga Riks              |
| 1992 | Otto                                                                      | Landet utan gräns (Das weite Land) Arthur Schnitzler                   | Jan Håkanson          | Stockholms stadsteater |
| 2001 |                                                                           | Måsen (Чайка, Tjajka) Anton Tjechov                                    | Lars Norén            | Riksteatern            |
| 2006 | Pappan                                                                    | Terminal Lars Norén                                                    | Lars Norén            | Riksteatern            |
| 2010 | Manouchehr Mottaki, Irans utrikesminister Khaled Meshal Avigdor Lieberman | Jerusalem 2010 Eva Bergman                                             | Eva Bergman           | Dramaten               |
| 2011 | James Tyrone sr                                                           | Lång dags färd mot natt (Long Day's Journey into Night) Eugene O'Neill | Maria Löfgren         | Riksteatern            |
| 2016 | Läkaren Sandén                                                            | Ensam Alfhild Agrell                                                   | Martin Rosengardten   | Östgötateatern         |
| 2019 | Robin                                                                     | Barnen (The Children) Lucy Kirkwood                                    | Karin Enberg          | Riksteatern            |
| 2022 | 6                                                                         | Solitaire Lars Norén                                                   | Sofia Adrian Jupither | Dramaten               |